# Episcada munda
Episcada munda är en fjärilsart som beskrevs av Gustav Weymer 1875. Episcada munda ingår i släktet Episcada och familjen praktfjärilar. Inga underarter finns listade i Catalogue of Life.